# 布雷迪債券

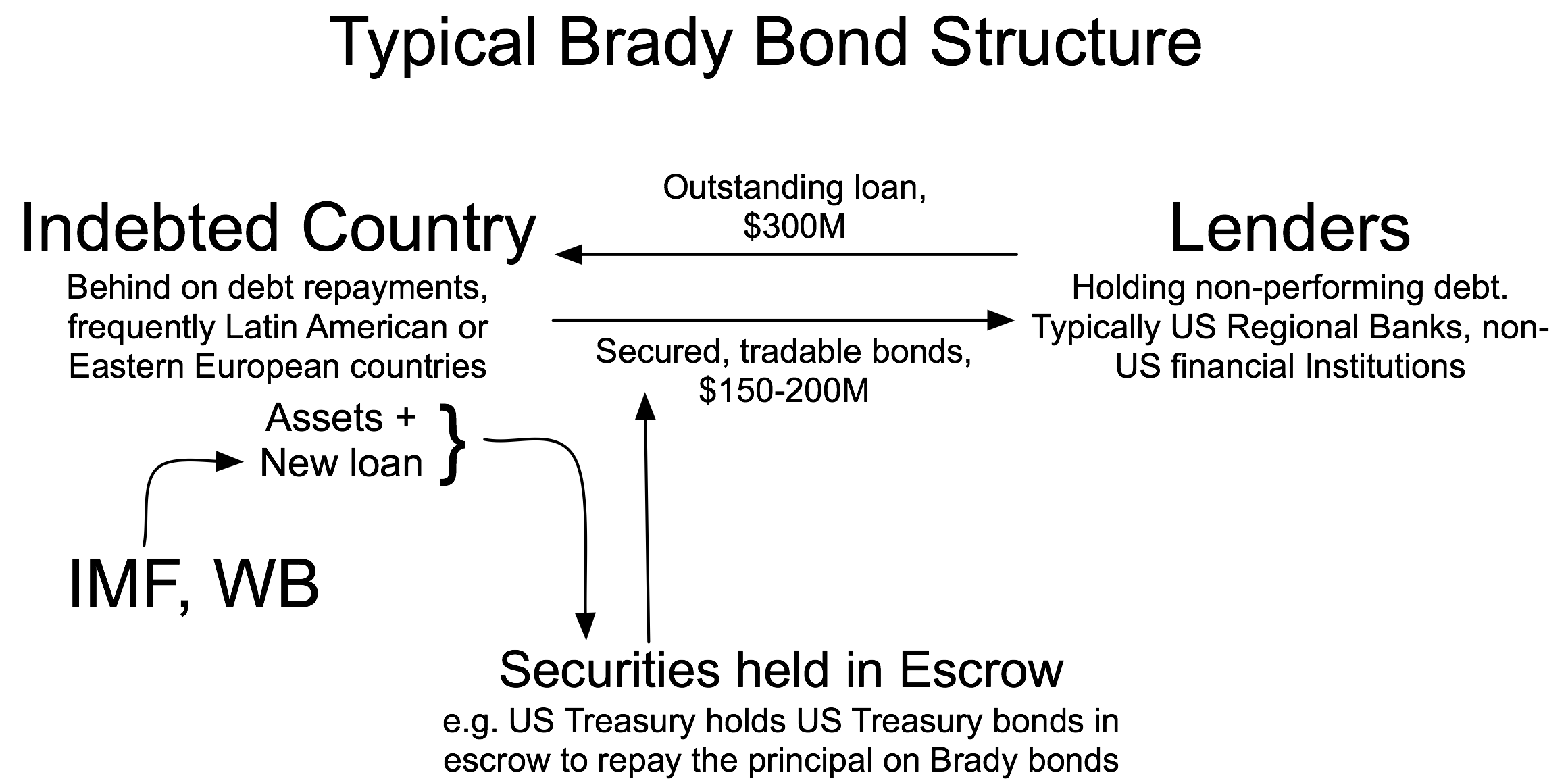
圖為參與布雷迪債券重組和交易的利害關係人。未償還貸款和債券的美元數值僅為範例；債券很少發行低於1.25億美元，而貸款人經常接受面額的30％至50％損失，或者降低了低於市場價值的固定利率。據美國金融業協會EMTA表示，大多數接受布雷迪債券以償還未償還貸款的貸款人是比較小型的美國商業銀行或非美國的金融機構，而非「主要的貨幣中心銀行」。

布雷迪债券是以美元計價的債券，主要由拉丁美洲國家在1980年代末發行。這些債券以美國財政部長尼可拉斯·布雷迪的名字命名，他提出了一項新穎的針對開發中國家的減債協議。

## 歷史
布雷迪債券是在1989年3月創建的，旨在將銀行貸款轉換為各種不同類型或“菜單”上的新債券，主要針對拉丁美洲的國家，因為在1980年代，許多國家都無法償還債務。當時，新興市場主權債務的市場規模相對較小且流動性不足，新興市場債務的標準化有助於分散風險和交易。作為對商業銀行貸款的交換，這些國家發行了新的債券以支付本金，在某些情況下還能支付未付利息。由於這些債券可以交易且帶有一些擔保，它們對債權人有時比原本的債券更有價值。
布雷迪債券推出的關鍵創新是允许商業银行將對開發中國家的債務轉換為可交易的工具，從而使它們能夠將債務從資產負債表上清除。這降低了這些銀行的風險集中度。
在第二輪中，債權人將現有債務轉換為第一輪協議中約定的多個選項之一。對於債權人未能遵守協議條款的處罰從未明確制定。然而，在布雷迪計劃下，遵循條款並不是一個重要的問題。希望停止外國貸款活動的銀行通常會選擇協議下的退出選項。
布雷迪計劃通過選項「菜單」，允許信貸重組根據債權人的各種不同偏好而訂製。根據協議達成的條款表明，債務人使用了菜單的方法來降低債務減免的成本。此外，它減少了持有問題，意即某些利害關係人有動機不參與重組，以期獲得更好的交易。
布雷迪債券的本金通常由債務國利用國際貨幣基金組織、世界銀行以及該國自己的外匯存底購買專門發行的美國國庫30年期零息債券來提供擔保。在某些情況下，布雷迪債券的利息支付由紐約聯邦儲備銀行持有的至少獲得雙A信用評級的證券提供擔保。。
參與第一輪布雷迪債券發行的國家有阿根廷、巴西、保加利亞、哥斯大黎加、多明尼加共和國、厄瓜多、墨西哥、摩洛哥、奈及利亞、菲律賓、波蘭、烏拉圭和委内瑞拉。
參與國家需要實施經濟自由化措施，以符合布雷迪債券的資格要求。 
布雷迪債券因解决拉丁美洲債務危機而受到讚譽，但其並未阻止未來可能出現的債務危機。 

## 類型
布雷迪債券主要有兩種類型：
- 平價債券（Par bonds）的發行價值與原貸款相同，但債券的票息低於市場利率；通常會保證償還本金和利息。
- 折價債券（Discount bonds）以低於原貸款價值發行，但債券的票息與市場利率一致；通常會保證償還本金和利息。

其他較不常見的種類包括前收減息債券（FLIRB）、新貨幣債券、債務轉換債券（DCB）和過期利息債券（PDI）。布雷迪債券的談判通常涉及某種形式的“剪髮”。換句話說，重組後的債券價值低於重組前債務主張的票面價值。
與布雷迪債券相關的保證包括擔保本金的擔保、遞延利息保證和價值回收權。並非所有布雷迪債券都一定具有所有這些形式的保證，具體情況會因發行條件而異。

## 目前狀態
儘管布雷迪債券程序在1990年代結束，但在後來的主權債務重組中（例如，俄羅斯和厄瓜多）保留了這些重組中引入的許多創新（例如債券中嵌入的看漲選擇權、「階梯式」利息、平價債券和折價債券）。厄瓜多於1999年成為第一個違約支付布雷迪債券的國家，墨西哥於2003年成為第一個償還其布雷迪債務的國家；菲律賓在2007年5月買回了所有的其所發行的布雷迪債券，成為已經償還債券的國家，其他已償還國家包括哥倫比亞、巴西、委內瑞拉和墨西哥。 

## 外部連結
- 财政部关于墨西哥注销布雷迪债券的新闻稿
- 国际货币基金组织关于墨西哥退出布雷迪债券的新闻稿 （页面存档备份，存于）
- BBC 关于厄瓜多尔违约的报道 （页面存档备份，存于）
- 对外贷款的集体行动困难：银行和债券（FRBSF） （页面存档备份，存于）